# Doniphan County
Doniphan County je okres ve státě Kansas v USA. K roku 2010 zde žilo 7 945 obyvatel. Správním městem okresu je Troy. Celková rozloha okresu činí 1 028 km².